# Nekemias arborea
Nekemias arborea, comumente conhecida como videira-pimenta ou videira-pimentão (pepper vine em inglês), é uma trepadeira herbácea ou lenhosa que cresce rapidamente na família Vitaceae (família da uva). É nativa do sudeste dos Estados Unidos e do México.

## Descrição
A Nekemias arborea é uma trepadeira que pode atingir 6 metros ou mais de comprimento. Possui folhas bipinadas ou tripinadas (divididas duas ou três vezes), o que a distingue de muitas outras videiras que têm folhas simples ou palmadas. As folhas são alternadas e compostas, com numerosos folíolos que se assemelham a pequenos ramos, daí o nome comum "videira-pimenta", devido à sua aparência ramificada e às vezes ao odor picante quando as folhas são esmagadas.
As flores são pequenas e esverdeadas, agrupadas em cimeiras e aparecem no verão. Os frutos são pequenas bagas de cor roxa-escura a preta, que amadurecem no final do verão e outono. Essas bagas são uma fonte de alimento para a vida selvagem, mas são ácidas e adstringentes e não são consideradas palatáveis para os humanos.

## Taxonomia
Anteriormente classificada no gênero Ampelopsis como Ampelopsis arborea, estudos filogenéticos recentes levaram à sua reclassificação para o gênero Nekemias. Esta mudança reflete uma compreensão mais precisa das relações evolutivas dentro da família Vitaceae. O nome do gênero Nekemias foi ressuscitado para acomodar várias espécies que foram separadas de Ampelopsis e Vitis.

## Distribuição e habitat
Nekemias arborea é nativa do sudeste dos Estados Unidos, abrangendo desde a Virgínia até a Flórida e a oeste até o Texas, e também ocorre no México. Cresce em uma variedade de habitats, incluindo margens de florestas, orla florestal, áreas perturbadas, campos abandonados e ao longo de cercas. Prefere solos úmidos e bem drenados, mas é tolerante a uma gama de condições.

## Usos
Embora as bagas não sejam amplamente consumidas por humanos devido ao seu sabor adstringente, elas são uma importante fonte de alimento para pássaros e outros animais selvagens. A planta também é ocasionalmente usada em jardinagem para vida selvagem e para cobertura de cercas ou treliças. No entanto, em algumas áreas, pode ser considerada uma erva daninha devido ao seu crescimento vigoroso e capacidade de sufocar outras plantas.